# Matt Thompson
Matthew Brian „Matt“ Thompson (* 18. August 1982 in Bankstown, New South Wales) ist ein australischer Fußballspieler.

## Karriere
Thompson begann seine aktive Karriere als Fußballspieler beim Campbelltown RSL Im Jahre 1999 wechselte er in die New South Wales Super League zu den dort spielenden Macarthur Rams. Noch in derselben Saison transferierte er in die damals höchste Spielklasse im australischen Fußball, in die National Soccer League, zu Parramatta Power. Beim Fußballklub aus Parramatta absolvierte er bis zu seinem Abgang im Jahre 2004 93 Spiele und erzielte dabei acht Treffer. 2004 kehrte er nach der Einstellung der Liga zu seinem ehemaligen Verein, den Macarthur Rams, zurück und absolvierte dort 13 Spiele und kam dabei auf drei Tore. Anschließend spielte er in der New South Wales Premier League bei den Marconi Stallions. Als im August 2005 die A-League gegründet wurde, transferierte Thompson zu den Newcastle United Jets. In der Saison 2007/08 wurde Thompson mit seinem Team australischer Meister. 2010 verließ er Newcastle und wechselte zum neu gegründeten Ligakonkurrenten Melbourne Heart, bei dem er 2013 keinen neuen Vertrag erhielt.
Im Oktober 2013 schloss er sich dem FC Sydney an, der ihn mit einem Vertrag bis Sommer 2014 ausrüstete.
Anfang 2009 spielte er, im Rahmen der Qualifikation für die Asienmeisterschaft 2011, erstmals in der australischen Nationalmannschaft.
Mit 311 Spielen hält er den Rekord für die meisten Einsätze in der A-League.

## Erfolge
auf Vereinsebene:
- Australischer Meister mit den Newcastle United Jets: 2007/08

Individuell:
- PFA Team of the Year: 2009/10